# Unione Volley Montecchio Maggiore 2022-2023
Questa voce raccoglie le informazioni riguardanti l'Unione Volley Montecchio Maggiore nelle competizioni ufficiali della stagione 2022-2023.

## Stagione
Nella stagione 2022-23 l'Unione Volley Montecchio Maggiore assume la denominazione sponsorizzata di Ipag S.lle Ramonda Montecchio.
Partecipa per la sesta volta consecutiva alla Serie A2; chiude il girone B della regular season al quarto posto in classifica, qualificandosi per la pool promozione dove giunge al sesto posto.
A seguito del quarto posto in classifica al termine del girone di andata, si qualifica per la Coppa Italia di Serie A2 venendo eliminata al primo turno dal Mondovì.

## Organigramma societario
Area direttiva
- Presidente: Carla Burato
- Presidente onorario: Enilo Ziggiotto
- Vicepresidente: Fabio Maraia
- Direttore generale: Annalisa Zannellati
- Direttore sportivo: Fausto Calzolari
- Team manager: Elide Biolo

Area tecnica
- Allenatore: Marco Sinibaldi
- Allenatore in seconda: Mario Fangareggi
- Scout man: Filippo Marchiori

Area comunicazione
- Responsabile eventi: Antonella Pepe
- Ufficio stampa: Laura Lorenzini
- Responsabile social: Licia Maraia
- Fotografo: Roberto Muliere
- Speaker: Renato Massella

Area marketing
- Biglietteria: Vittorio Ferron

Area sanitaria
- Medico sociale: Emanuele Santoro
- Preparatore atletico: Davide Vallortigara
- Fisioterapista: Alessandro Paiolo
- Massaggiatore: Gianfranco Baldin

## Rosa
| N° | Nome                 | Ruolo | Data di nascita  | Nazionalità sportiva |
| -- | -------------------- | ----- | ---------------- | -------------------- |
| 1  | Marianna Maggipinto  | L     | 5 gennaio 1996   | Italia               |
| 5  | Sara Muraro          | O     | 2 gennaio 2002   | Italia               |
| 6  | Benedetta Cometti    | C     | 18 agosto 2000   | Italia               |
| 7  | Karin Barbazeni      | C     | 24 febbraio 1999 | Italia               |
| 8  | Valentina Bartolucci | P     | 20 maggio 2003   | Italia               |
| 9  | Giorgia Mazzon       | O     | 17 agosto 1998   | Italia               |
| 10 | Giulia Marconato     | C     | 26 aprile 2003   | Italia               |
| 11 | Giulia Malvicini     | P     | 5 settembre 1997 | Italia               |
| 12 | Giulia Angelina      | S     | 26 febbraio 1997 | Italia               |
| 14 | Alice Tanase         | S     | 25 maggio 2000   | Italia               |
| 15 | Sara Esposito        | O     | 30 dicembre 2000 | Italia               |
| 17 | Rachele Nardelli     | S     | 7 gennaio 2001   | Italia               |
| 18 | Margherita Brandi    | C     | 18 ottobre 2002  | Italia               |

## Mercato
| Acquisti | Acquisti            | Acquisti             | Acquisti   |
| R.       | Nome                | da                   | Modalità   |
| -------- | ------------------- | -------------------- | ---------- |
| S        | Giulia Angelina     | Futura Giovani       | definitivo |
| C        | Karin Barbazeni     | Hermaea              | definitivo |
| C        | Benedetta Cometti   | Aragona              | definitivo |
| O        | Sara Esposito       | East Tennessee State | definitivo |
| L        | Marianna Maggipinto | Talmassons           | definitivo |
| P        | Giulia Malvicini    | AGIL                 | definitivo |
| C        | Giulia Marconato    | Club Italia          | definitivo |
| S        | Rachele Nardelli    | Vicenza              | definitivo |
| S        | Alice Tanase        | Millenium Brescia    | definitivo |

| Cessioni | Cessioni             | Cessioni          | Cessioni   |
| R.       | Nome                 | a                 | Modalità   |
| -------- | -------------------- | ----------------- | ---------- |
| P        | Laura Bortoli        | Pinerolo          | definitivo |
| S        | Cristina Fiorio      | Futura Giovani    | definitivo |
| C        | Matilde Frigerio     | Marsala           | definitivo |
| S        | Ivana Jeremić        | Maccabi Haifa     | definitivo |
| S        | Francesca Magazza    | Cuneo Granda      | definitivo |
| C        | Denise Meli          | Trentino          | definitivo |
| L        | Alessandra Mistretta | Futura Giovani    | definitivo |
| S        | Bianca Orlandi       | Millenium Brescia | definitivo |

## Risultati

### Serie A2

#### Girone di andata
| 1ª Giornata - 23 ottobre 2022 PalaFerroli, San Bonifacio                  | Montecchio Maggiore | 3 - 0 | Vicenza              | 25-19, 25-16, 25-13               |
| 2ª Giornata - 30 ottobre 2022 PalaPellini, Perugia                        | Perugia             | 0 - 3 | Montecchio Maggiore  | 18-25, 16-25, 18-25               |
| 3ª Giornata - 6 novembre 2022 PalaFerroli, San Bonifacio                  | Montecchio Maggiore | 2 - 3 | Libertas Martignacco | 25-21, 25-21, 21-25, 21-25, 11-15 |
| 4ª Giornata - 9 novembre 2022 PalaFerroli, San Bonifacio                  | Montecchio Maggiore | 3 - 1 | Adolfo Consolini     | 22-25, 25-21, 25-21, 25-20        |
| 6ª Giornata - 20 novembre 2022 PalaBellina, Marsala                       | Marsala             | 2 - 3 | Montecchio Maggiore  | 21-25, 25-22, 25-21, 24-26, 11-15 |
| 7ª Giornata - 23 novembre 2022 PalaFerroli, San Bonifacio                 | Montecchio Maggiore | 3 - 2 | Sant'Anna            | 25-9, 22-25, 23-25, 25-18, 15-10  |
| 8ª Giornata - 27 novembre 2022 Palazzetto dello Sport, Latisana           | Talmassons          | 3 - 0 | Montecchio Maggiore  | 25-19, 25-22, 25-23               |
| 9ª Giornata - 4 dicembre 2022 Palazzetto dello Sport, Guidonia Montecelio | Roma Club           | 3 - 0 | Montecchio Maggiore  | 25-15, 25-20, 25-18               |
| 10ª Giornata - 11 dicembre 2022 PalaFerroli, San Bonifacio                | Montecchio Maggiore | 3 - 0 | Soverato             | 25-12, 25-20, 25-17               |
| 11ª Giornata - 18 dicembre 2022 PalaIaquaniello, Sant'Elia Fiumerapido    | Assitec             | 2 - 3 | Montecchio Maggiore  | 25-16, 23-25, 17-25, 25-18, 13-15 |

#### Girone di ritorno
| 12ª Giornata - 26 dicembre 2022 Palasport Città di Vicenza, Vicenza               | Vicenza              | 0 - 3 | Montecchio Maggiore | 13-25, 12-25, 18-25               |
| 13ª Giornata - 8 gennaio 2023 PalaFerroli, San Bonifacio                          | Montecchio Maggiore  | 3 - 0 | Perugia             | 25-19, 25-21, 25-20               |
| 14ª Giornata - 15 gennaio 2023 Palazzetto dello Sport, Martignacco                | Libertas Martignacco | 0 - 3 | Montecchio Maggiore | 22-25, 19-25, 19-25               |
| 15ª Giornata - 22 febbraio 2023 Palazzetto dello Sport, San Giovanni in Marignano | Adolfo Consolini     | 3 - 0 | Montecchio Maggiore | 25-22, 25-21, 25-18               |
| 17ª Giornata - 5 febbraio 2023 PalaFerroli, San Bonifacio                         | Montecchio Maggiore  | 3 - 0 | Marsala             | 25-19, 25-22, 25-21               |
| 18ª Giornata - 8 febbraio 2023 Palestra UniMe, Messina                            | Sant'Anna            | 1 - 3 | Montecchio Maggiore | 29-27, 14-25, 12-25, 23-25        |
| 19ª Giornata - 12 febbraio 2023 PalaFerroli, San Bonifacio                        | Montecchio Maggiore  | 3 - 1 | Talmassons          | 25-20, 25-15, 23-25, 28-26        |
| 20ª Giornata - 19 febbraio 2023 PalaFerroli, San Bonifacio                        | Montecchio Maggiore  | 0 - 3 | Roma Club           | 13-25, 13-25, 18-25               |
| 21ª Giornata - 26 febbraio 2023 PalaScoppa, Soverato                              | Soverato             | 2 - 3 | Montecchio Maggiore | 22-25, 25-21, 21-25, 25-22, 12-15 |
| 22ª Giornata - 5 marzo 2023 PalaFerroli, San Bonifacio                            | Montecchio Maggiore  | 3 - 1 | Assitec             | 22-25, 25-17, 25-13, 25-18        |

#### Pool promozione
| 1ª Giornata - 11 marzo 2023 PalaSanbapolis, Trento     | Trentino            | 3 - 0 | Montecchio Maggiore | 25-22, 28-26, 25-12               |
| 2ª Giornata - 19 marzo 2023 PalaFerroli, San Bonifacio | Montecchio Maggiore | 3 - 1 | Hermaea             | 13-25, 25-20, 25-23, 25-15        |
| 3ª Giornata - 26 marzo 2023 PalaFerroli, San Bonifacio | Montecchio Maggiore | 1 - 3 | Futura Giovani      | 20-25, 18-25, 26-24, 22-25        |
| 4ª Giornata - 2 aprile 2023 PalaGeorge, Montichiari    | Millenium Brescia   | 3 - 2 | Montecchio Maggiore | 24-26, 25-27, 25-17, 25-16, 15-13 |
| 5ª Giornata - 8 aprile 2023 PalaFerroli, San Bonifacio | Montecchio Maggiore | 3 - 0 | Mondovì             | 30-28, 25-22, 25-16               |
| 6ª Giornata - 16 aprile 2023 PalaPaganelli, Sassuolo   | Idea Sassuolo       | 1 - 3 | Montecchio Maggiore | 22-25, 25-23, 19-25, 19-25        |

### Coppa Italia di Serie A2
| Ottavi di finale - 30 dicembre 2022 PalaFerroli, San Bonifacio | Montecchio Maggiore | 2 - 3 | Mondovì | 21-25, 25-23, 25-17, 23-25, 12-15 |

## Statistiche

### Statistiche di squadra
| Competizione             | Punti | In casa | In casa | In casa | In trasferta | In trasferta | In trasferta | Totale | Totale | Totale |
| Competizione             | Punti | G       | V       | P       | G            | V            | P            | G      | V      | P      |
| ------------------------ | ----- | ------- | ------- | ------- | ------------ | ------------ | ------------ | ------ | ------ | ------ |
| Serie A2                 | 56    | 13      | 10      | 3       | 13           | 8            | 5            | 26     | 18     | 8      |
| Coppa Italia di Serie A2 |       | 1       | 0       | 1       | 0            | 0            | 0            | 1      | 0      | 1      |
| Totale                   | -     | 14      | 10      | 4       | 13           | 8            | 5            | 27     | 18     | 9      |

G = partite giocate; V = partite vinte; P = partite perse 

### Statistiche dei giocatori
| Giocatore     | Serie A2 | Serie A2 | Serie A2 | Serie A2 | Serie A2 | Coppa Italia di Serie A2 | Coppa Italia di Serie A2 | Coppa Italia di Serie A2 | Coppa Italia di Serie A2 | Coppa Italia di Serie A2 | Totale | Totale | Totale | Totale | Totale |
| Giocatore     | P        | PT       | AV       | MV       | BV       | P                        | PT                       | AV                       | MV                       | BV                       | P      | PT     | AV     | MV     | BV     |
| ------------- | -------- | -------- | -------- | -------- | -------- | ------------------------ | ------------------------ | ------------------------ | ------------------------ | ------------------------ | ------ | ------ | ------ | ------ | ------ |
| G. Angelina   | 26       | 482      | 419      | 34       | 29       | 1                        | 24                       | 21                       | 2                        | 1                        | 27     | 506    | 440    | 36     | 30     |
| K. Barbazeni  | 26       | 108      | 55       | 38       | 15       | 1                        | 2                        | 1                        | 1                        | 0                        | 27     | 110    | 56     | 39     | 15     |
| V. Bartolucci | 24       | 59       | 34       | 11       | 14       | 1                        | 6                        | 3                        | 1                        | 2                        | 25     | 65     | 37     | 12     | 16     |
| M. Brandi     | 17       | 14       | 11       | 1        | 2        | 1                        | 2                        | 0                        | 2                        | 0                        | 18     | 16     | 11     | 3      | 2      |
| B. Cometti    | 16       | 21       | 15       | 4        | 2        | 1                        | 6                        | 3                        | 1                        | 2                        | 17     | 27     | 18     | 5      | 4      |
| S. Esposito   | 18       | 27       | 25       | 1        | 1        | 0                        | 0                        | 0                        | 0                        | 0                        | 18     | 27     | 25     | 1      | 1      |
| M. Maggipinto | 26       | 0        | 0        | 0        | 0        | 1                        | 0                        | 0                        | 0                        | 0                        | 27     | 0      | 0      | 0      | 0      |
| G. Malvicini  | 14       | 10       | 6        | 3        | 1        | 0                        | 0                        | 0                        | 0                        | 0                        | 14     | 10     | 6      | 3      | 1      |
| G. Marconato  | 26       | 230      | 139      | 79       | 12       | 1                        | 4                        | 2                        | 2                        | 0                        | 27     | 234    | 141    | 81     | 12     |
| G. Mazzon     | 26       | 433      | 381      | 27       | 25       | 1                        | 29                       | 25                       | 2                        | 2                        | 27     | 462    | 406    | 29     | 27     |
| S. Muraro     | 19       | 3        | 1        | 0        | 2        | 1                        | 0                        | 0                        | 0                        | 0                        | 20     | 3      | 1      | 0      | 2      |
| R. Nardelli   | 25       | 9        | 5        | 1        | 3        | 1                        | 0                        | 0                        | 0                        | 0                        | 26     | 9      | 5      | 1      | 3      |
| A. Tanase     | 26       | 254      | 221      | 16       | 17       | 1                        | 10                       | 8                        | 2                        | 0                        | 27     | 264    | 229    | 18     | 17     |

P = presenze; PT = punti totali; AV = attacchi vincenti; MV = muri vincenti; BV = battute vincenti